# 谷川晃一
谷川 晃一（たにかわ こういち、1938年2月16日 - 2024年3月10日）は、画家・エッセイスト・美術評論家・絵本作家。
妻も画家・エッセイストの宮迫千鶴。1988年より伊東市（伊豆高原）在住で、伊豆高原アートフェスティバル運営委員長。

## 来歴
東京都中央区出身。1956年に攻玉社高等学校を卒業した。20歳で自由美術展に入選する。1963年、読売アンデパンダン展に出品した。1964年、「記号の増殖」シリーズで最初の個展を東京の内科画廊で開催した。絵画制作と並行して美術批評など文筆活動も行う。
2024年3月10日、老衰のため死去。86歳没。

## 受賞
《主な出典：
》
- 第7回シェル美術賞（1966年）
- マイアミ国際版画ビエンナーレ優秀賞（1982年）
- 日本絵本賞（2000年）

## 著書
※著者名のないものは単著。
- 『展翅箱』大門出版美術出版部〈絵次元〉、1971年
- 小川武（著）谷川晃一（絵）『世界の平和をもとめて』国土社〈社会科学習文庫〉、1971年
- 荒川洋治（詩篇）谷川晃一（版画）『草原にて』沖積舎〈ミニチュア叢書〉、1974年
- 『アディナタの街角：谷川晃一画集』沖積舎、1977年
- 『絵画的理解：谷川晃一美術論集』昭和出版、1977年
- 『アール・ポップの時代』皓星社、1979年
- 『アール・ポップ』冬樹社、1980年
- 『視線はいつもB級センス：脱意味の美術 1979-1981（踏分道としての戦後）』現代企画室、1981年
- 『谷川晃一掌中画集』未来工房、1981年
- 『冗句パノラマ館：アート鑑賞自由自在』沖積舎、1983年
- 『スクラップBook - 谷川晃一の世界』邯鄲アートサービス、1983年
- 『今日の美術とサブカルチャー』国文社、1984年
- 『短文楽園：コラムパラダイス』洋泉社、1985年
- 『アール・ポップの世界』広松書店〈Inox discover books〉、1985年
- 『毒曜日のギャラリー』リブロポート、1985年
- 『アジアの市場：雪の青森から灼熱のインドまで』洋泉社〈Rainbow books〉、1986年
- 谷川晃一・ねじめ正一（編著）、乙咩雅一（写真）『タイガーバーム・ガーデン』新潮社〈新潮文庫〉、1987年
- 『がらくた桃源境：がらくた・キッチュ・フォークアート 東西南北縦横無尽』勁草書房〈Keiso books〉、1988年
- 『谷川晃一の世界展』池田20世紀美術館、1990年
- 『戦後風景と美術：傷ついた地平線』風媒社、1995年
- 『土から空へ：伊豆高原のアトリエにて』夢譚書房、1996年
- 『うたがきこえる』光村教育図書、1999年
- 『ウラパン・オコサ：かずあそび』童心社〈絵本・こどものひろば〉、1999年
- 『パステルと月：谷川晃一画文集』日貿出版社、1999年
- 『へんしーん』偕成社、2000年
- 『デッサン・ノート：絵のある生活』日本放送出版協会、2002年
- 『青い星』ビリケン出版、2003年
- 『おんどりボルケ』福音館書店〈福音館創作童話シリーズ〉、2003年
- 『絵はだれでも描ける』日本放送出版協会〈生活人新書〉、2003年
- 『ベランダの月：詩画集』ネット武蔵野、2003年
- 『お月さまにげた』毎日新聞社、2005年
- 『ニャンニャンシティマラソン』教育画劇、2008年
- 『バスがきました』毎日新聞社2008年
- 『草色のギャラリー』みすず書房、2010年
- 『サカサあそびオカのカオ』童心社〈絵本・こどものひろば〉、2012年
- 『伊豆高原アートフェスティバルの不思議』河合文化教育研究所〈河合ブックレット〉、2012年
- 『こりゃなんだうた』福音館書店〈日本傑作絵本シリーズ〉、2013年
- 『うそうさぎ』福音館書店〈こどものとも700号記念コレクション20〉、2014年
- 谷川晃一（著）川田奎也（写真）『これっていいね雑貨主義』平凡社〈コロナ・ブックス〉、2014年